# Боранкульська сільська адміністрація
Боранку́льська сільська адміністрація (каз. Боранқұл ауылдық әкімдігі, рос. Боранкулская сельская администрация) — адміністративна одиниця у складі Бейнеуського району Мангистауської області Казахстану. Адміністративний центр та єдиний населений пункт — село Боранкул.
Населення — 7277 осіб (2021; 6310 у 2009, 4913 у 1999, 4266 у 1989).
Станом на 1989 рік існувала Опорненська селищна рада (смт Опорний, села Бугібай, Каракум, Корколь). 1993 року село Єсет (колишнє село Корколь) утворило окремий Єсетський сільський округ. 2017 року Боранкульський сільський округ перетворено в Боранкульську сільську адміністрацію.

## Склад
До складу округу входять такі населені пункти:
| Населений пункт | Колишні назви      | Населення, осіб (1989) | Населення, осіб (1999) | Населення, осіб (2009) | Населення, осіб (2021) |
| --------------- | ------------------ | ---------------------- | ---------------------- | ---------------------- | ---------------------- |
| Боранкул, село  | Опорний, Боранкуль | 2800                   | 4876                   | 6310                   | 7277                   |
| Бугабай, село   | Бугібай            | 385                    | 37                     | -                      | -                      |
| Каракум, село   | -                  | 1081                   | -                      | -                      |                        |